# Frimley
Frimley é uma pequena cidade situada a 2 milhas (3 km) ao sul de Camberley, no extremo oeste de Surrey, próximo à fronteira com o Hampshire no Bairro de Surrey Heath. Ela está a cerca de 30 milhas (50 km) a sudoeste do Centro de Londres. A cidade está ligada à auto-estrada M3 por A331 Blackwater Valley Road. A vila pode ser considerado uma forma ligeiramente mais desenvolvida de Frimley Green. Frimley tornou-se um distrito urbano em 1894, e o nome foi mudado para Frimley e Camberley , em 1929.

## História
O nome Frimley é derivada do nome Saxão Fremma's Lea, que significa "Clareira de Fremma". O terreno era de propriedade de Chertsey Abbey partir de 673 para 1537 e foi uma aldeia de agricultores. Mais recentemente, era um ponto de parada em um Portsmouth e popular Southampton estrada por cerca de quatrocentos anos.
Frimley não foi listada no Livro Domesday de 1086, mas é mostrado no mapa como Fremely, a sua ortografia em 933 AD.
O asilo para lunáticos de Frimley foi inaugurado em 1799; servindo tanto para o sexo masculino e ao sexo feminino, e recebeu quatro pacientes a partir de Great Fosters, Egham. Magistrados o visitaram em 1807 e ordenaram que os donos parassem o encadeamento de pacientes.
Em 1811, um inventário de Frimley, um Reformatório, pode ser visto no Surrey County Council.
A atual Igreja de São Pedro foi construída em 1826, a substituição de construções anteriores. O edifício tem uma varanda corrida em torno de três lados do interior. Dame Ethel Smyth uma vez pregou do púlpito.
Em 1904, a Brompton Hospital Sanatório foi criada em Frimley para tratar a tuberculose de pacientes; fechou-se em 1985. Dr. Marcus Sinclair Paterson (1870-1932) foi o primeiro superintendente médico, e ele desenvolveu um sistema de tratamento chamado de "diploma de trabalho', o que gerou um grande interesse de outros profissionais de saúde. O tratamento utilizado são níveis controlados de atividade física.
Em 1931, a equipe do Frimley Cottage Hospital foram incapazes de salvar a vida do Tenente Hubert Chevis, que tinha sido admitido, juntamente com sua esposa Frances, depois de comer  carne envenenada de perdiz. Ele morreu de envenenamento por estricnina. O caso permanece um misterioso assassinato não resolvido.
Em 1959, o Centro de Formação de Cadetes em Frimley Parque foi formada após a publicação do Amery Report em 1957 .

## Instalações

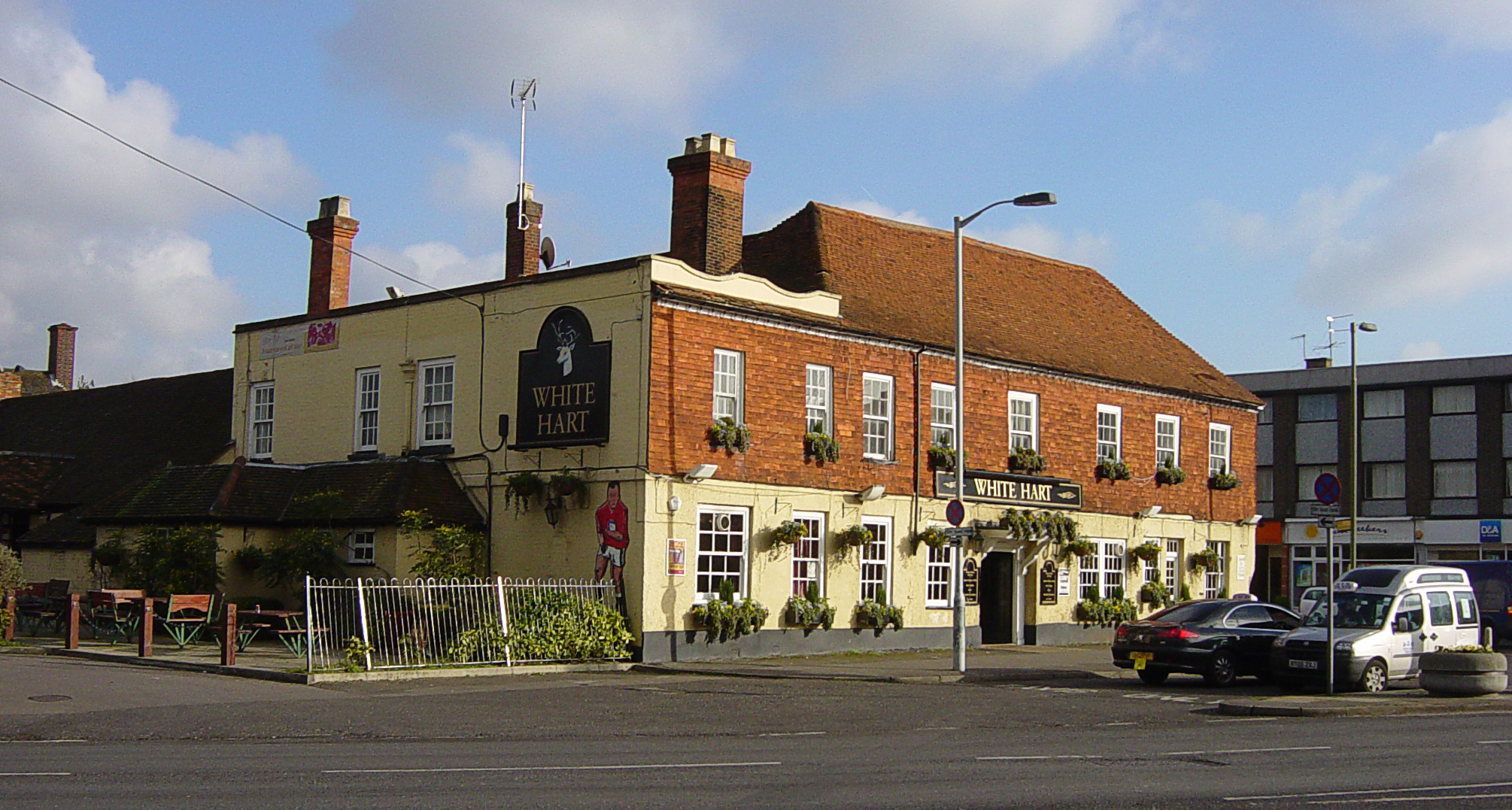
O White Hart agora remodelado

A principal rua comercial inclui um ramo da Waitrose e algumas pequenas lojas, vários restaurantes, bancos, lojas de caridade, um posto de correios, um número de corretores de imóveis, advogados, óticas, lojas de apostas, um corretor de seguros e duas casas públicas, a Railway Arms e o White Hart. Frimley Park Hospital situa-se na cidade. Um dos maiores empregadores da cidade é o BAE Systems, que ocupa um prédio fora da Lyon Way. A Siemens inaugurou sua principal sede do reino Unido em Frimley em 2007.

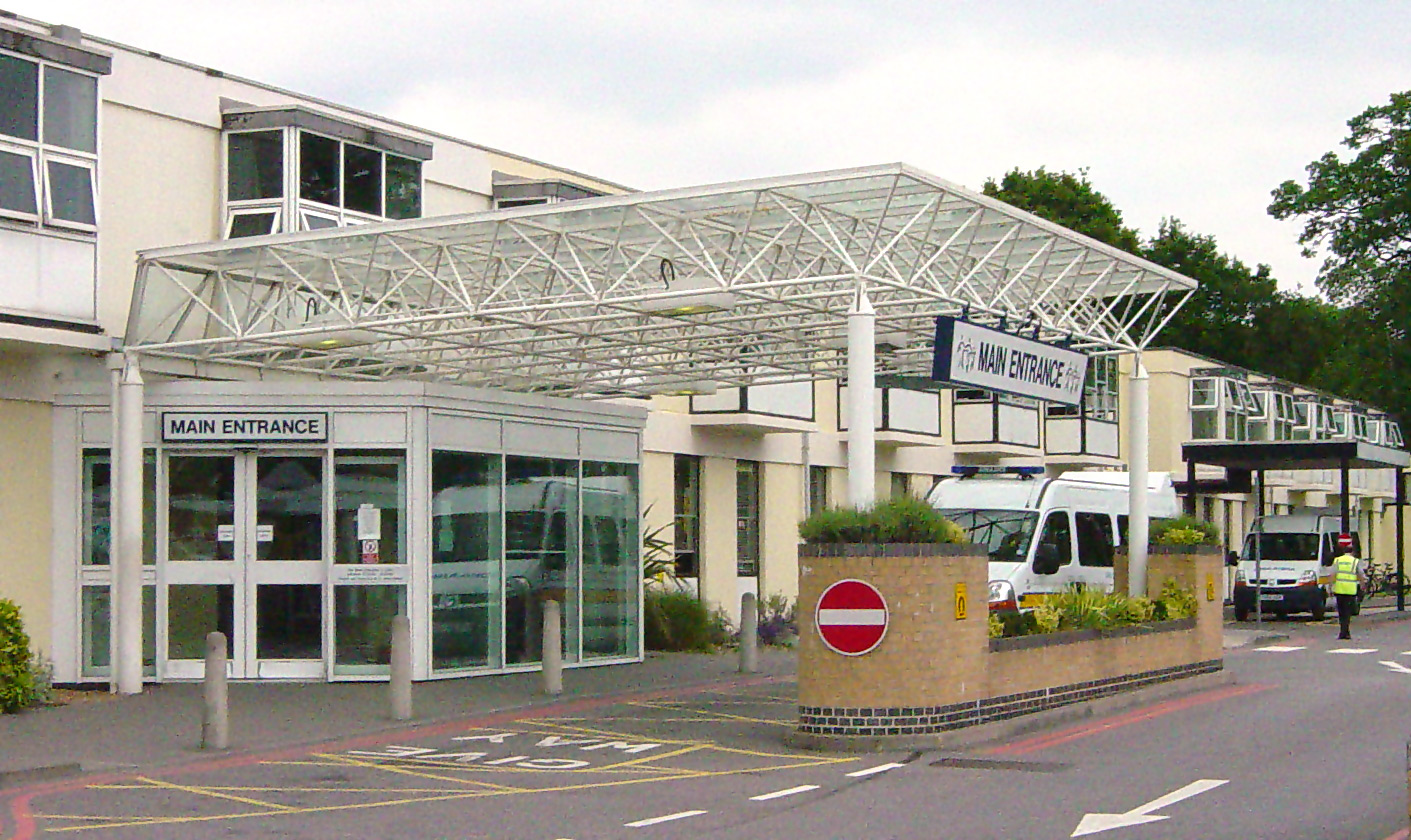
Frimley Park Hospital entrada principal

Frimley Business Park está situado a oeste da cidade, na A331 Blackwater Valley Relief Road. Frimley Business Park  abriga escritórios da Agência de meio Ambiente, Genesys Telecomunicações, a AMD e a Novartis Pharmaceuticals.

## Demografia
O habitual número de residentes na ala, 6,178, desmente a observação de que este é o maior e mais comercial de local do código postal GU16, que também cobre os bairros mais ao sul de Camberley (sua cidade postal), Heatherside/Parkside, e as aldeias distintas de Frimley Green, Mytchett e Deepcut.

### Setores de Trabalho
A população ativa trabalhava como definido abaixo, no diário oficial das categorizações da indústria em 2011:
| Setor                                                                           | % em Frimley | Sul Oriental | Reino Unido |
| ------------------------------------------------------------------------------- | ------------ | ------------ | ----------- |
| A Agricultura, Silvicultura e Pesca                                             | 0.1          | 0.7          | 0.8         |
| B indústrias Extractivas                                                        | 0.1          | 0.1          | 0.2         |
| C De Fabricação                                                                 | 7.0          | 7.2          | 8.8         |
| D Eletricidade, Gás, Vapor e Ar Condicionado Fornecimento                       | 0.2          | 0.6          | 0.6         |
| E Abastecimento de Água; Saneamento, Gestão de Resíduos e despoluição           | 0.4          | 0.7          | 0.7         |
| F Construção                                                                    | 7.2          | 8.0          | 7.7         |
| G Comércio Grossista e a Retalho; Reparação de Veículos automóveis e motociclos | 14.8         | 15.6         | 15.9        |
| H Transportes e Armazenagem                                                     | 5.3          | 5.2          | 5.0         |
| Eu Actividades de Alojamento e restauração                                      | 4.2          | 5.0          | 5.6         |
| J Informação e Comunicação                                                      | 6.6          | 5.5          | 4.1         |
| K Atividades Financeiras e de Seguros                                           | 4.2          | 4.5          | 4.4         |
| L Atividades Imobiliárias                                                       | 1.2          | 1.4          | 1.5         |
| M Profissionais, Científicas e Técnicas Atividades                              | 7.2          | 7.5          | 6.7         |
| N Administrativas e dos Serviços de Apoio Actividades de                        | 4.9          | 5.2          | 4.9         |
| O Administração Pública e Defesa; Segurança Social Obrigatória                  | 5.1          | 6.0          | 5.9         |
| P Educação                                                                      | 8.1          | 10.1         | 9.9         |
| Q Saúde Humana e Social nas Atividades de Trabalho                              | 18.6         | 11.6         | 12.4        |
| R a U (Outros)                                                                  | 4.8          | 5.1          | 5.0         |

### Nacionalidade
O percentual de estrangeiros é relativamente próximo à média da nação, como um todo, em termos de identidade nacional:
| % de Moradores, que afirmou, em 2011, ter uma identidade não-Britânica | Surrey Saúde | Sul Oriental | Inglaterra |
| ---------------------------------------------------------------------- | ------------ | ------------ | ---------- |
| 8.2                                                                    | 6.6          | 7.1          | 8.3        |

### Situação Econômica
A proporção de reformados, desempregados e que eram estudantes em 2011 foram extremamente próximo da média regional, enquanto que aqueles economicamente inativa (outros) categoria foram menores:
| Categoria                                           | Frimley | Surrey Saúde | Sul Oriental | Inglaterra |
| --------------------------------------------------- | ------- | ------------ | ------------ | ---------- |
| Aposentado                                          | 13.6    | 13.5         | 13.7         | 13.7       |
| Desempregados                                       | 3.4     | 2.8          | 3.4          | 4.4        |
| Aluno de tempo integral                             | 3.3     | 2.9          | 3.3          | 3.4        |
| Economicamente inactivos: outros                    | 1.3     | 1.8          | 1.8          | 2.2        |
| Economicamente inactivos: cuidar de casa ou família | 4.0     | 4.4          | 4.4          | 4.4        |

Aqueles que responderam que não havia pessoas na família com o inglês como idioma principal formaram a proporção da população de 0,1% a menos do que a média nacional.

### Religião
| Categoria     | Frimley | Sul Oriental | Inglaterra |
| ------------- | ------- | ------------ | ---------- |
| Cristão       | 63.1    | 59.8         | 49.4       |
| Nenhum        | 23.3    | 27.7         | 24.7       |
| Não Informado | 8.0     | 7.4          | 7.2        |
| Muçulmano     | 2.0     | 2.3          | 5.0        |
| Hindu         | 1.8     | 1.1          | 1.5        |
| Budista       | 1.2     | 0.5          | 0.5        |
| Sikh          | 0.2     | 0.6          | 0.8        |
| Judeu         | 0.05    | 0.2          | 0.5        |
| Outros        | 0.4     | 0.5          | 0.4        |

## Transporte
A estação ferroviária de Frimley  fornece acesso para Guildford, Ascot e London Waterloo. Frimley Lodge Park Railway (atração turística), também está próximo.

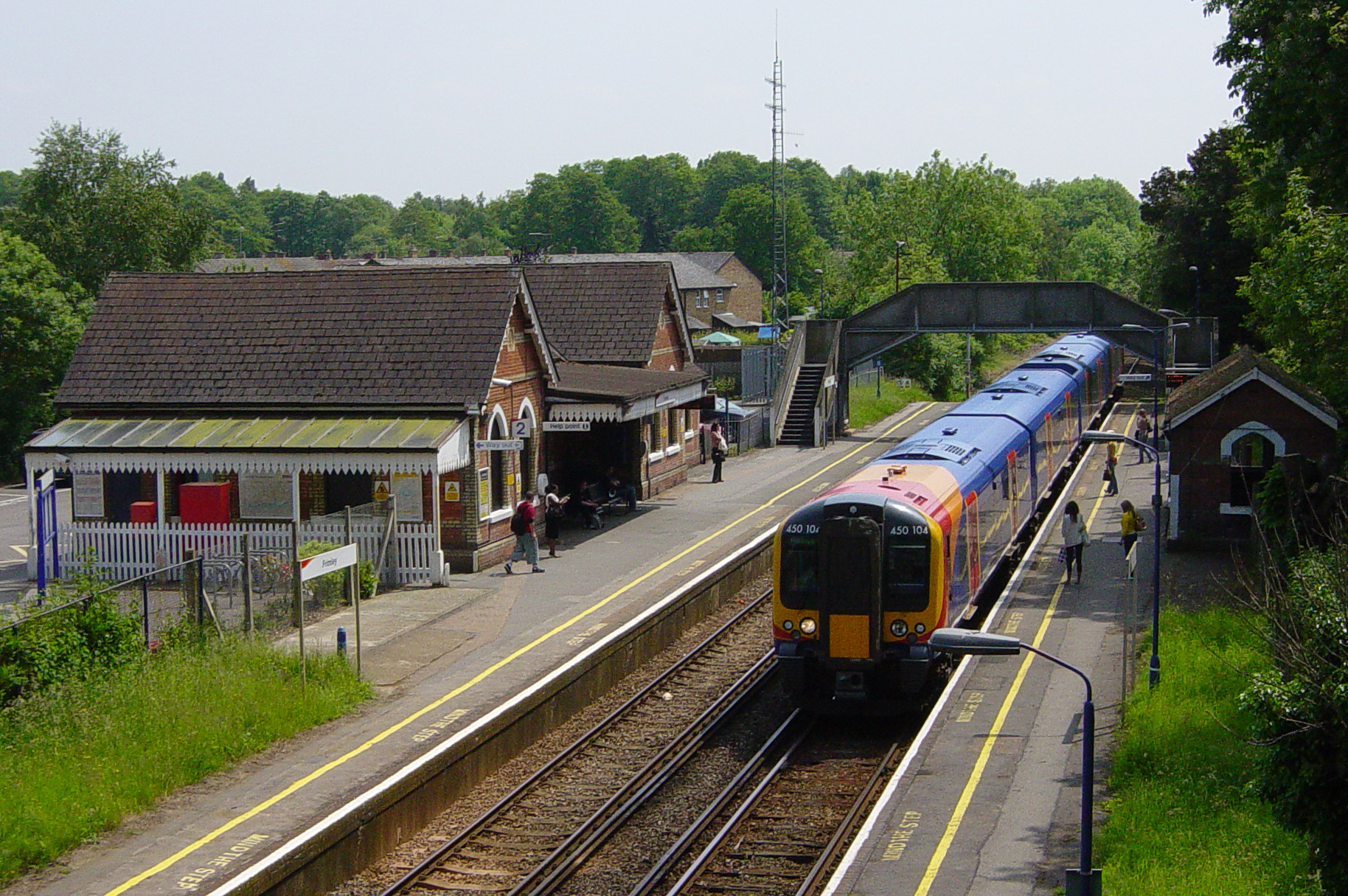
Estação ferroviária de Frimley

A cidade situa-se perto da junção da estrada A325 Farnborough e A331 Blackwater Valley Relief Road, que fornece um link para a auto-Estrada M3 de junção 4.

## Ensino
Há um número de escolas em Frimley incluindo: a Escola Primária Grove, a Lakeside Primary School, Ravenscote Junior School, Tomlinscote School e St Augustine's RC Primary School.

## Desporto
Frimley Town Clube de Futebol, foi formado a 100 anos atrás. Ele é formado por quatro equipes, e a primeira equipa compete na Divisão Sênior da Aldershot & District Football League. O clube é localizado no campo de recreação em Chobham Road.
Frimley Green, uma aldeia vizinha, tem hospedado o Campeonato mundial profissional de dardos da Organização Britânica de Dardos (BDO), desde 1986, em janeiro de cada ano, no complexo Lakeside.

## Pessoas famosas

### Nascimentos

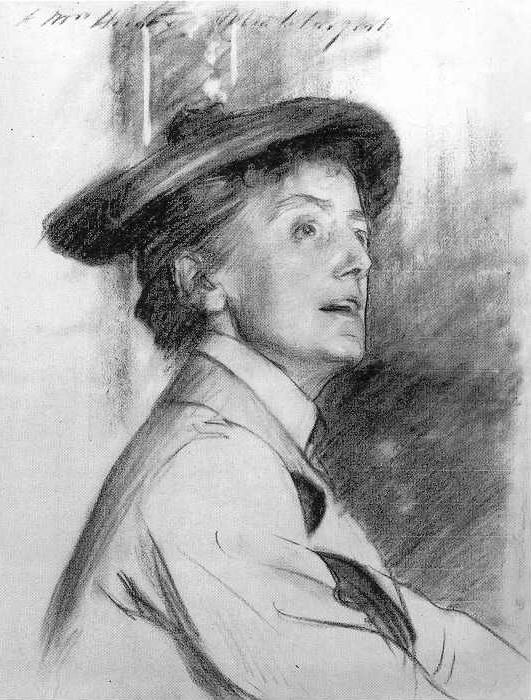
John Singer Sargent: Ethel Smyth viveu na cidade

- James cobbett, famoso jogador de críquete e considerado por muitos como o melhor de todos de sua época, nasceu em Frimley em 12 de janeiro de 1804.[11]
- Frimley Park Hospital foi o local de nascimento, em 1979, de Jonny Wilkinson, um fly-half para a seleção da Inglaterra de Rugby Union e um dos mais famosos jogadores de rúgbi profissional,[12] e Lady Louise Windsor, nasceu em Frimley em 2003.
- James, Visconde Severn nasceu em Frimley Park Hospital em 2007.
- O companheiro de Jonny Wilkinson na equipe da Inglaterra, Toby Flood nasceu em Frimley[13] em 1985.
- Chris Benham (jogador de cricket) nasceu em Frimley em 24 de Março de 1983. Ele tem jogado jogos de críquete pelo condado de Hampshire.[14]
- João McFall, velocista Paralímpico britânico, nasceu em 25 de abril de 1981, em Frimley.
- Outros desportistas nascido em Frimley incluem jogadores de críquete James Lawrell (nascido em 1780) e Richard Ingleby Jefferson (nascido em 1941); e jogadores de futebol Vic Niblett (nascido em 1924) e Martin Kuhl (nascido em 1965).
- Jacqueline Cass MBE, fundador e chefe técnico do Vale do Thames Valley Kings Junior, de basquete em cadeira de rodas nasceu em Frimley em 22 de julho de 1985.
- Garth Walford, vencedor da Victoria Cross.
- Sir Harry Broadhurst, Air Chief Marshal da Royal Air Force.
- Lucy Rose, músico de folk.
- Greg Bateman (nascido em 1989), um premiado jogador de rugby para o Leicester Tigers, anteriormente no London Welsh e Exeter Chiefs.

### Residentes
Dame Ethel Smyth, compositor inglês e sufragista cresceu nas proximidades de Frimley Green e mais tarde comprou uma casa de campo de carvalho em Frimley. Sua família se mudou para Frimley Green em 1867, quando a seu pai foi dado o comando da Artilharia Real, em Aldershot. Daphne du Maurier escreveu a maior parte de seu quarto romance, Jamaica Inn, em 1935, em Frimley onde o seu soldado marido, Frederick (Boy), Browning estava baseado.

### Mortes
Pessoas notáveis foram enterradas no adro da Igreja de São Pedro, Frimley incluem:
- John Frederick Lewis (d. 1876), um pintor do século 19
- (Francis) Bret Harte (d. 1902), o autor norte-Americano[17]
- William George Cubbitt (d. 1903), que venceu a Victoria Cross no Motim Indiano por salvar três homens arriscando sua própria vida durante a retirada de Chinhut
- Charles Wellington Furse (d. 1904) pintor do século 19
- Sir. Sturdee (d. 1925) um Britânico almirante que decisivamente derrotou a esquadra alemã sob comando de Graf Maximilian von Spee na Batalha das Ilhas Falkland, em 1914, para o qual ele foi feito baronete
- George Edward Lodge, um ilustrador de aves e uma autoridade em falcoaria, morreu em Frimley em 5 de fevereiro de 1954.

## Menções Literárias
Em um dos livros de Just William por Richmal Crompton, William visita uma tia, em Frimley por alguns dias.
Charles Kingsley refere-se a "uma série de cartas sobre o assassinato em Frimley" em sua Alton Locke, Tailor and Poet.
Há uma breve menção de Frimley em Stephen King's Nightmares & Dreamscapes na curta história Crouch End. Lê-se: 'Ele realmente mover-se em uma gasa geminada , duas ruas acima das lojas no Frimley'.
Em Lembranças de Sir Henry Hawkins (Barão de Brampton), capítulo 18 fala do julgamento de um pedreiro que, em um prêmio de luta em Frimley, infelizmente matou o seu adversário. Ele apareceu no tribunal vestida como um jovem clérigo e foi considerado inocente de homicídio, devido a dúvidas sobre a sua identidade.